# Soul Meeting
Soul Meeting – album amerykańskiego muzyka Raya Charlesa, nagrany z nagrany z Miltem Jacksonem, wydany w 1961 roku.
Znajdują się na nim dwie piosenki Milta Jacksona oraz cztery utwory Charlesa. Wszystkie piosenki poza „Love on My Mind” oraz „Hallelujah, I Love Her So” utrzymane są w bluesowym klimacie.

## Lista utworów
| 1. | „Hallelujah, I Love Her So” (Charles) | 5:27  |
|    |                                       |       |
| 2. | „Blue Genius” (Charles)               | 6:38  |
|    |                                       |       |
| 3. | „X-Ray Blues” (Charles)               | 7:01  |
|    |                                       |       |
| 4. | „Soul Meeting” (Jackson)              | 6:03  |
|    |                                       |       |
| 5. | „Love on My Mind” (Charles)           | 3:45  |
|    |                                       |       |
| 6. | „Bags of Blues” (Jackson)             | 8:49  |
|    |                                       |       |
|    |                                       | 37:43 |
|    |                                       |       |